# رضا أباد (مشيز بردسير)
رضا أباد (بالإنجليزية: Rezaabad, Mashiz)‏ هي مستوطنة تقع في إيران في البلدة المركزية. يقدر عدد سكانها بـ 106 نسمة .